# 大竹望月
大竹望月（日语：／ Otake Mizuki，2002年2月27日—），日本女子羽毛球運動員，亦為日本國家羽毛球隊（B隊）成員。新潟縣出生，毕业于青森山田高校。2020年4月，加入UNISYS会社，同時成為該社羽球部員。

## 簡歷
2019年9月，大竹望月代表日本队出战俄羅斯喀山举行的世界青年羽毛球錦標賽，随队赢得团体赛季军。
同年12月，她與高橋美優的組合在全日本綜合錦標賽上以高校生的身分打入八強賽。
2024年9月，兩人在越南羽球公開賽擊敗泰國組合，首奪巡迴賽冠軍。隔年三月，於德國羽球公開賽決賽激戰三局擊敗頭號種子、保加利亞的加夫列拉·斯托伊娃/斯蒂法尼·斯托伊娃，贏得冠軍

## 主要比賽成績
只列出曾進入準決賽的國際賽事成績：
| 年份   | 賽事                     | 公開賽級別 | 項目     | 拍檔     | 成績   |
| ------ | ------------------------ | ---------- | -------- | -------- | ------ |
| 2019年 | 世界青年羽毛球錦標賽     | 其他       | 混合團體 |          | 季軍   |
| 2020年 | 愛沙尼亞羽球國際挑戰賽   | 國際系列賽 | 女子雙打 | 高橋美優 | 準決賽 |
| 2023年 | 大阪羽球國際挑戰賽       | 國際系列賽 | 女子雙打 | 高橋美優 | 亞軍   |
| 2024年 | 北馬里亞納羽毛球公開賽   | 國際挑戰賽 | 女子雙打 | 高橋美優 | 冠軍   |
| 2024年 | 印尼北干巴魯羽毛球大師賽 | 超級100賽  | 女子雙打 | 高橋美優 | 亞軍   |
| 2024年 | 越南羽毛球公開賽         | 超級100賽  | 女子雙打 | 高橋美優 | 冠軍   |
| 2025年 | 德國羽毛球公開賽         | 超級300賽  | 女子雙打 | 高橋美優 | 冠軍   |
| 2025年 | 台北羽毛球公開賽         | 超級300賽  | 女子雙打 | 高橋美優 | 亞軍   |

| 2018-2026年 | 總決賽 | 超級1000賽 | 超級750賽 | 超級500賽 | 超級300賽 | 超級100賽 | 國際挑戰賽 | 國際系列賽 | 未來系列賽 | 其他 |